# 애런구

애런구의 위치

애런구(영어: Arun)는 잉글랜드 웨스트서식스주에 위치한 비도시 자치구로 중심 도시는 리틀햄프턴이며 인구는 154,414명(2014년 기준), 면적은 221.0km2이다.